# 松桃苗族自治县
松桃苗族自治县是中国貴州省铜仁市下辖的自治县，位于贵州東部，接臨梵净山，邻接重庆市、湖南省。
全县面积3400平方公里，人口約65万，其中少数民族（苗族为主）的人口占41%，当地苗族使用苗语湘西方言。因盛產錳矿，有中國錳都的稱號。

## 历史
清置松桃厅；1914年改松桃县；1956年12月31日由松桃县及铜仁县、江口县部分地区合并建立松桃苗族自治县，仍隶铜仁至今。

## 行政区划
松桃苗族自治县下辖5个街道办事处、17个镇、6个乡：
大兴街道、蓼皋街道、世昌街道、太平营街道、九江街道、盘石镇、盘信镇、大坪场镇、普觉镇、寨英镇、孟溪镇、乌罗镇、甘龙镇、长兴堡镇、迓驾镇、牛郎镇、大路镇、木树镇、冷水溪镇、黄板镇、正大镇、平头镇、长坪乡、妙隘乡、石梁乡、瓦溪乡、永安乡和沙坝河乡。

## 交通
- 352国道过境。

## 风景名胜
- 腊尔山红石林
- 梵净山
- 云落屯，属丹霞地貌
- 观音山，属喀斯特地貌